# Hilarion Barthéty
 (août 2022).
La mise en forme du texte ne suit pas les recommandations de Wikipédia : il faut le « wikifier ».
Les points d'amélioration suivants sont les cas les plus fréquents. Le détail des points à revoir est peut-être précisé sur la page de discussion.
- Les titres sont pré-formatés par le logiciel. Ils ne sont ni en capitales, ni en gras.
- Le texte ne doit pas être écrit en capitales (les noms de famille non plus), ni en gras, ni en italique, ni en « petit »…
- Le gras n'est utilisé que pour surligner le titre de l'article dans l'introduction, une seule fois.
- L'italique est rarement utilisé : mots en langue étrangère, titres d'œuvres, noms de bateaux, etc.
- Les citations ne sont pas en italique mais en corps de texte normal. Elles sont entourées par des guillemets français : « et ».
- Les listes à puces sont à éviter, des paragraphes rédigés étant largement préférés. Les tableaux sont à réserver à la présentation de données structurées (résultats, etc.).
- Les appels de note de bas de page (petits chiffres en exposant, introduits par l'outil «  Source ») sont à placer entre la fin de phrase et le point final[comme ça].
- Les liens internes (vers d'autres articles de Wikipédia) sont à choisir avec parcimonie. Créez des liens vers des articles approfondissant le sujet. Les termes génériques sans rapport avec le sujet sont à éviter, ainsi que les répétitions de liens vers un même terme.
- Les liens externes sont à placer uniquement dans une section « Liens externes », à la fin de l'article. Ces liens sont à choisir avec parcimonie suivant les règles définies. Si un lien sert de source à l'article, son insertion dans le texte est à faire par les notes de bas de page.
- La présentation des références doit suivre les conventions bibliographiques. Il est recommandé d'utiliser les modèles {{Ouvrage}}, {{Chapitre}}, {{Article}}, {{Lien web}} et/ou {{Bibliographie}}. Le mode d'édition visuel peut mettre en forme automatiquement les références.
- Insérer une infobox (cadre d'informations à droite) n'est pas obligatoire pour parachever la mise en page.

Pour une aide détaillée, merci de consulter Aide:Wikification.
Si vous pensez que ces points ont été résolus, vous pouvez retirer ce bandeau et améliorer la mise en forme d'un autre article.
Jean François Hilarion Barthéty, né en 1842 et mort en juin 1913 à Pau, est un notaire, maire de Garlin, historien et archéologue du Béarn, membre de la Société des Sciences, Lettres et Arts de Pau.

## Biographie
Fils de Louis Stanislas Barthéty (greffier de la justice de paix de Lescar) et de Marie Suzanne Baradat, Hilarion Barthéty est né à Lescar le 23 octobre 1842. Il se marie le 6 octobre 1869 à Jurançon avec Ernestine Legros. Il fut maire de Garlin entre 1874 et 1876. Il fut désigné en 1874 pour être suppléant du juge de paix du canton de Garlin. Il effectue des recherches historiques et archéologiques en Béarn et publie de nombreuses études. Nommé Secrétaire de la Société des Sciences, Lettres et Arts de Pau en 1894, il en sera également le vice-président. Après avoir quitté son poste au Mémorial des Pyrénées, il occupe le premier, le poste d'archiviste de la mairie de Pau en 1901. Il meurt en 1913.
Originaire de Lescar, Hilarion Barthéty fut un défenseur obstiné de l'origine romaine de sa ville (l'antique Beneharnum). À tel point que Thierry Issartel pu écrire : "Le plus actif d'entre eux fut un lescarien, Hilarion Barthéty (1842-1913). Mais son obstination à défendre sa ville natale le conduisait à quelques excès : tout était romain, y compris la mosaïque de pavement trouvée en 1838 dans la cathédrale".

## Décoration
- Officier de l'Instruction publique (1894).

## Ouvrages (non-exhaustif)

### Histoire
- L'Ancien collège de Lescar (Basses-Pyrénées), ses transformations et l'École normale primaire du département, simples souvenirs historiques, Pau, É. Vignancour, 1872, 46 p..
- Pratiques de sorcellerie ou superstitions populaires du Béarn, Pau, Léon Ribaut, 1874, 28 p..
- Souvenirs de la fête de sainte Quitterie à Aire sur l'Adour (28 et 29 mai 1876), Pau, Léon Ribaut, 1876, 21 p..
- Étude historique sur Saint-Galactoire, évêque de Lescar, Pau, Léon Ribaut, 1878, 42 p. (lire en ligne).
- La Sorcellerie en Béarn et dans le pays basque, conférence publique à la mairie de Pau, suivie des pratiques de sorcellerie et superstitions populaires du Béarn, Pau, Léon Ribaut, 1879, 87 p. (lire en ligne).
- Calvinisme de Béarn, poème béarnais de Jean-Henri Fondeville, publié pour la première fois, avec une notice historique et un dictionnaire béarnais-français, Pau, Léon Ribaut, 1880, 166 p..
- L'Hôpital et la maladrerie de Lescar, notice historique, Pau, Léon Ribaut, 1880, 41 p..
- Les sépultures de Notre-Dame et de Saint Julien de Lescar, 1882 (lire en ligne).
- Les feux de joie de la Saint-Jean à Lescar dans les derniers siècles, Pau, Léon Ribaut, 1882, 16 p..
- Lou nouste Henric ! Histoire de la statue d'Henri IV à Pau, Pau, Léon Ribaut, 1890.
- Le Tombeau de Jean d'Albert et de Catherine de Navarre à Lescar, Pau, Léon Ribaut, 1891, 19 p..
- Le Fort de César et Saint-Ambroise, Pau, Léon Ribaut, 1892, 10 p..
- L'Ancien collège des Barnabites de Lescar, Pau, Impr. de S. Dufau, 1893.
- Le Berceau d'Henri IV, Pau, Léon Ribaut, 1893.
- Le vieux Pont d'Orthez et la "pèyre d'Agnaa", histoire et légende, Pau, Impr. de Garet, 1893.
- Le maréchal Bosquet ; souvenirs d'histoire locale, Pau, Impr. de S. Dufau, 1894, 316 p..
- Le Berceau d'Henri IV, Pau, Léon Ribaut, 1893.
- Les armoiries de Béarn. Provinces - Villes - Vallées, 1899 (lire en ligne).
- Le Castella de Laroin (Basses-Pyrénées), Pau, Léon Ribaut, 1904, 11 p..
- Les Armoiries de la ville de Pau, dans la légende et dans l'histoire, Pau, J. Empérauger, 1907.
- Souvenirs historiques palois. L'ancienne église et la place St-Martin, Pau, Impr. de Garet, 1910, 16 p..

### Archéologie
- La mosaïque de la cathédrale de Lescar (Basses-Pyrénées), Pau, Léon Ribaut, 1887, 25 p..
- Étude supplémentaire sur la mosaïque de la cathédrale de Lescar (Basses-Pyrénées), Pau, Léon Ribaut, 1888, 16 p..
- Fouilles de Lescar. Les tumulus du Pont-Long, Pau, Impr. de Aréas, 1889, 6 p..
- La mosaïque gallo-romaine de Lalonquette (canton de Thèze, Basses-Pyrénées), Pau, Léon Ribaut, 1894, 16 p..
- Fouilles préhistoriques dans les Pyrénées-Atlantiques (lire en ligne).

### Poésie
- A Barbanègre ! Stances patriotiques chantées à l'occasion de l'inauguration de sa statue à Pontacq, le 16 août 1896 (lire en ligne).